# オニコニクテリス
オニコニクテリス (Onychonycteris) は、新生代始新世初期の約5,250万年前に生息したコウモリ目の絶滅した属で、既知では最古のものの一つ。同時代のイカロニクテリスよりも祖先的な形態をもち、他の哺乳類とのミッシングリンクとされる。哺乳綱 - コウモリ目（翼手目）に属する。学名は、「爪の生えたコウモリ」を意味する。

## 特徴

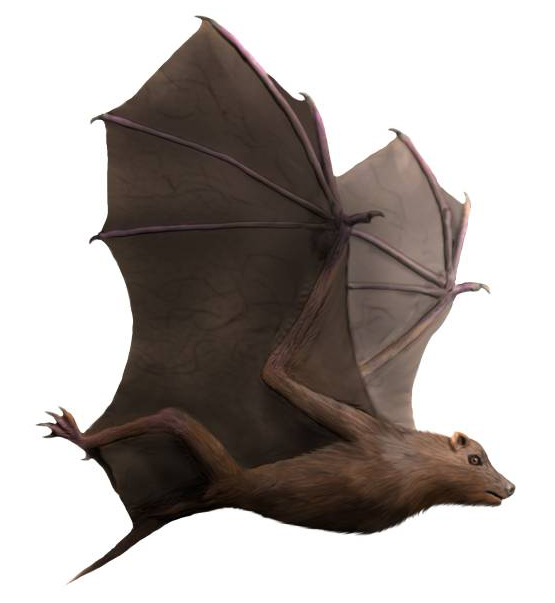
復元図

長く伸びた前肢の指や肩帯、胸郭の構造などからも現生種と同様に翼を持ち、飛翔は可能であったと推定されている。しかし、前肢の指全てに爪を持ち、また現生群に比べて前肢が短く後肢が長いなど祖先的な特徴を持っていた。この四肢の長さの比率は、現生群とテナガザルなど前肢を主に使用して樹上を移動する哺乳類との中間であるという。この事から、コウモリの祖先は樹上性の哺乳類であったのではないかと推定される。オニコニクエルスの翼はオナガコウモリに似て、翼端部が小さく、アスペクト比も小さい。おそらくかれらはオナガコウモリなどと同様、はばたきの合間に短い滑空をする「滑空はばたき飛翔」と呼ばれる飛び方をしていたのではないかとされる。
また、このコウモリの祖先的形態を示すもう一つの特徴としては、エコロケーション能力の欠如が挙げられる。このコウモリの蝸牛や槌骨の突起が小さいなど、内耳にエコロケーションに関連した特殊化はしていなかった。このことは、コウモリの進化においては飛翔が先行し、次いでエコロケーション能力を獲得した事を示している。おそらくこの両者がそろった事で、コウモリは多彩な適応放散を遂げたのであろう。またこの発見により、コウモリの進化において長年続いていた飛翔とエコロケーションがどちらが先行したのかという謎が解明される事となった。

## 発見
この生物の化石は、2003年にアメリカ合衆国ワイオミング州のグリーンリバー累層から発見されている。また同時代に生息したコウモリ、イカロニクテリスも同様にこの地層から発見された。